# Geotechnik
Geotechnik oder Geoingenieurwesen ist ein historisch gewachsener Sammelbegriff für Aspekte von Bauingenieurdisziplinen, die sich mit der Ermittlung und Beschreibung der technischen Eigenschaften des Baugrundes beim Bauen auf, in oder mit Boden bzw. Fels befassen.

## Entstehung des Begriffes
Der Begriff „Geotechnik“ wurde von einer schwedischen Kommission eingeführt, die 1913 von der staatlichen Eisenbahnverwaltung eingesetzt worden war, um Versagensfälle von Böschungen zu untersuchen. Der erste Vorsitzende der Kommission war Wolmar Fellenius. Der Begriff Geotechnik setzt sich auch in Deutschland aufgrund seiner internationalen Verständlichkeit mehr und mehr durch.
Den Begriff „Geotechnik“ tragen seit einigen Jahren auch einige Lehrstühle und Institute an Universitäten und Fachhochschulen in ihrem Namen. Diese wurden früher ausschließlich nach ihren Einzeldisziplinen benannt: Erd- und Grundbau, Bodenmechanik, Felsmechanik, Fels- und Tunnelbau usw.
In Deutschland wird die Geotechnik durch die DGGT (Deutsche Gesellschaft für Geotechnik) vertreten, die in drei Fachsektionen (Felsmechanik, Bodenmechanik und Ingenieurgeologie) unterteilt ist.

## Inhalt der Disziplin
Als primäre Einzeldisziplinen sind vor allem zu nennen: Erd- und Grundbau, Bodenmechanik, Fundationstechnik, Grundwasser-Hydraulik, Felsmechanik, Ingenieurgeologie, Fels- und Tunnelbau, Bergbau, Hohlraumbau, Spezialtiefbau, Verkehrswegebau, Wasserbau, Massenbewegungen, Geothermie, Endlager- und Deponiebau.

## Ausbildung
In der Vergangenheit wurde die Geotechnik als Teilgebiet des Bauingenieurwesens (konstruktiver Ingenieurbau) angesehen, geht aber heutzutage als eigenständiges Fachgebiet darüber hinaus. In der Ausbildung wird die Geotechnik entweder als eigenständiges Studienfach oder als Vertiefungsfach im Bauingenieurwesen angeboten. Diplom-Ingenieure für Geotechnik werden im Grundstudium außer in ingenieurwissenschaftlichen Fächern auch in naturwissenschaftlichen und geowissenschaftlichen Fächern ausgebildet. Sie erhalten Spezialwissen in den Teildisziplinen Bodenmechanik, Grund- und Felsbau, Erdstatik, Ingenieurgeologie, Fels- und Gebirgsmechanik.
Ebenso sind Diplom-Geologen auf dem Gebiet der Geotechnik tätig und ergänzen mit ihrer eher naturwissenschaftlichen Ausbildung die oben genannten Teildisziplinen.
Geotechnik ist neben Asphalttechnik und Mörtel- und Betontechnik eine Fachrichtung in der Berufsausbildung zum Baustoffprüfer.

## Tätigkeitsgebiete
Geotechnik ist eine junge interdisziplinäre Ingenieurwissenschaft, die sich im Wesentlichen aus dem Bauingenieurwesen entwickelt hat und Elemente aus dem Bauingenieurwesen, den Geowissenschaften, hier vor allem der Geologie, und dem Bergbau in sich vereint. Sie beschäftigt sich mit dem wechselseitigen Einfluss von Bauwerken und dem Baugrund.
- Beim Bauen im Baugrund befasst sich die Geotechnik mit der Wechselwirkung von Kräften und Verformungen, zum Beispiel zwischen einem Tunnelbauwerk und dem umgebenden Fels, zwischen dem Baugrund und dem darauf stehenden Gebäude sowie deren Beeinflussung durch technische Maßnahmen.
- Beim Bauen mit dem Baugrund wird dieser als Baustoff, etwa für Deiche oder Dämme, eingesetzt. Hier befasst sich die Geotechnik unter anderem mit der Berechnung ihrer Stabilität und Gebrauchstauglichkeit.

Daraus ergeben sich die folgenden Kernaufgaben:
- Untersuchung und Beurteilung des Untergrunds und der Grundwasserverhältnisse (Bodengutachten, besser „Baugrund- und Gründungsgutachten“)
- Gründung von Bauwerken, beispielsweise Gebäude, Brücken, Tunnel und Straßen, das heißt mit der Einleitung von Kräften aus dem Bauwerk in den Untergrund, der Ermittlung und Verbesserung von dessen Tragfähigkeit, der Auswirkungen (Verformungen) in der Umgebung sowie die Auswirkungen von Verformungen im Untergrund auf ein Bauwerk.
- Gründung von Wasserbauwerken, beispielsweise von Schleusen, Wehren, Düker
- Sicherung von Geländesprüngen, beispielsweise bei Baugruben und Kaimauern
- Standsicherheit von Böschungen und Hängen, Uferbefestigungen und Dämmen
- Herstellung und Tragsicherheit von Bauwerken aus Boden, beispielsweise Dämme, Deiche und Deponien
- Untersuchung und Beurteilung abgedichteter, dichtender oder durchströmter Erdbauwerken wie etwa Kanalseitendämmen
- Messung, Überwachung, Beurteilung und Prognose dynamischer Belastungen wie Rammerschütterungen, Sprengungen und Verkehrsbelastungen
- Boden- und Grundwasserschutz (Umweltgeotechnik)

## Bekannte Geotechniker
Bekannte Geotechniker sind bzw. waren:
| - Arnold Agatz (1891–1980) - Ioannis Anastasopoulos (* 1976) - Albert Atterberg (1846–1916) - Alan Wilfred Bishop (1920–1988) - Laurits Bjerrum (1918–1973) - Hubert Borowicka (1910–1999) - Joseph Boussinesq (1842–1929) - Heinz Brandl (* 1940) - Albert Caquot (1881–1976) - Arthur Casagrande (1902–1981) - Alexandre Collin (1808–1890) - Charles Augustin de Coulomb (1736–1806) - Karl Culmann (1821–1881) - Gerard de Josselin de Jong (1915–2012) - Wolmar Fellenius (1876–1957) - Otto Karl Fröhlich (1885–1964) - Gerd Gudehus (* 1938) - Jørgen Brinch Hansen (1909–1969) - Achim Hettler (* 1953) - Sven Hultin (1889–1952) - Mikael Juul Hvorslev (1895–1989) | - József Jáky (1893–1950) - Nilmar Janbu (1921–2013) - Jean Kerisel (1908–2005) - Árpád Kézdi (1919–1983) - Fritz Kötter (1857–1912) - Hans-Detlef Krey (1866–1928) - T. William Lambe (1920–2017) - Gerald A. Leonards (1921–1997) - Hans Lorenz (1905–1996) - George Geoffrey Meyerhof (1916–2003) - Max Möller (1854–1935) - Christian Otto Mohr (1835–1918) - Heinz Muhs (1911–1990) - Heinrich Müller-Breslau (1851–1925) - Johann Ohde (1905–1953) - Ralph Brazelton Peck (1912–2008) - Jean-Victor Poncelet (1788–1867) - Ralph R. Proctor (1894–1962) - William John Macquorn Rankine (1820–1872) - Georg Rebhann (1824–1892) | - Leo Rendulic (1904–1940) - Jean Résal (1854–1919) - Osborne Reynolds (1842–1912) - Kenneth Harry Roscoe (1914–1970) - Peter Rowe (1922–1997) - Hermann Scheffler (1820–1903) - Andrew Noel Schofield (1930–2025) - Edgar Schultze (1905–1986) - Harry Bolton Seed (1922–1989) - Alec Skempton (1914–2001) - Ulrich Smoltczyk (1928–2023) - Wadim Wassiljewitsch Sokolowski (1912–1978) - George F. Sowers (1921–1996) - Donald Wood Taylor (1900–1955) - Karl von Terzaghi (1883–1963) - Christian Veder (1907–1984) - Anton Weißenbach (* 1929) - Emil Winkler (1835–1888) - Walter Wittke (* 1934) - Charles Peter Wroth (1929–1991) |

## Vereinigungen
- Nationale Gesellschaften sind:
  - In Deutschland die Deutsche Gesellschaft für Geotechnik (DGGT)
  - In der Schweiz die Geotechnik Schweiz (GS)
  - In Österreich die Österreichische Gesellschaft für Geomechanik (ÖGG)
- International die International Society for Soil Mechanics and Geotechnical Engineering (ISSMGE)